# Editha Pröbstle
Editha Pröbstle (* 1948 in Scheer a. d. Donau) ist eine deutsche Grafikerin und Bildhauerin.

## Leben
Dem Abitur in Ebingen folgte ein Pädagogikstudium in Reutlingen, anschließend war Editha Pröbstle Lehrerin für Grund- und Hauptschule. Nach einem Aufbaustudium in den Fächern Kunstgeschichte und Germanistik an der Universität Stuttgart und an den Kunstakademien Stuttgart und Düsseldorf, unter anderem bei Rolf Sackenheim und Joseph Beuys, lebt und arbeitet sie heute in Koblenz-Ehrenbreitstein und in Süddeutschland.

## Werk
Pröbstle arbeitet mit handgedrucktem Farbholzschnitt, Zeichnung, Skulptur und Bronzeplastik in Werkzyklen. Ihre Werke entstehen für den Innen wie den Außenraum. Sie zeigt ihre Arbeiten bei Bundesgartenschauen und zugunsten der Organisation terre des femmes, und stellt thematische Wanderausstellungen zusammen. In den Jahren 1992 bis 1997 entstanden Serien von Drucken über die Rolle der Frau, mit dem Titel Anna, Berta, Caeferine. 1994 befasste sie sich im Zyklus Bibel, Frauen mit Frauenfiguren aus der Bibel. Im Jahr 1995 entstand die berufsbezogene Serie Handwerkskiste. Diese Arbeit, ein Zyklus von 101 Farbholzschnitten, ist im Guinness-Buch der Rekorde als „größer monothematischer Holzschnittzyklus seit mehreren Jahrhunderten“ aufgeführt.
Pröbstles Werk zeichnet sich durch seine Vielfalt aus: sie sucht immer wieder neue Formate für ihre Arbeit. So entwickelt sie spielerische Formcollagen, vollplastische Gebilde, denen der Holzschnitt zugrunde liegt, die sie begrifflich schützen lässt, dazu zählen die Arbeiten Klappraden und KUULlus. Sie sucht in ihren Titeln und Wortkreationen häufig die Nähe zur Literatur, besonders zu Clemens Brentano und Johann Wolfgang von Goethe. So bezieht sie sich direkt auf Brentanos Gockelmärchen und Rheinmärchen. Wolfgang Bunzel, der Leiter der Brentano-Abteilung des Frankfurter Goethe-Hauses bezeichnete „insbesondere die Klappraden“ als „markant für ihren Stil“. Das Werk sei „eine von Editha Pröbstle neu entwickelte Form, die den zweidimensionalen Holzschnitt in die dritte Dimension“ überführe. Die Holzschnitte seien gefächert angeordnet, um die Perspektive des Betrachters zu erweitern. Diese Zweidimensionalität finde sich auch in ihren Bildmotiven.
Als literarische Analogie hingegen sei der Titel Goethe, eine unschickliche Beziehung für eine ihrer Klappraden zu verstehen. „In vielen Arbeiten von Editha Pröbstle lassen sich Bezüge auf literarische Texte und Figuren der Literaturgeschichte erkennen. Durch sie gewinnen die Skulpturen eine weitere Bedeutungsdimension, nimmt so doch das geschriebene bzw. gedruckte Wort bildkünstlerische Gestalt an“, so Bunzel.
Seit 1981 ist Editha Pröbstle Mitglied der Gruppe XYLON, der internationalen Vereinigung der Holzschneider.

## Preise und Stipendien
- 1982: Graphikpreis Künstlergilde Ulm
- 1987: Stipendium Künstlerbahnhof Ebernburg e.V., Bad Münster am Stein-Ebernburg
- 1989: Anerkennungspreis des Landes Rheinland-Pfalz, Sport-Toto-Lotto Preis,
- 2020 Skulpturenpreis der Digitalmesse Europoint München
- 2020 Projektstipendium des Landes Rheinland-Pfalz

## Ausstellungen (Auswahl)
- 2007: Kontraste. Xylon-Museum und Werkstätten, Schwetzingen[13]
- 2008: R(h)ein (ge)blätter(t). Landesgartenschau, Bingen
- 2009: Positionen des Holzschnitts heute: Felix Dieckmann, Felix M. Futhwängler, Rolf Kuhrt, Editha Pröbstle. Kunstverein Coburg[14]
- 2010: Edithmartische Blicke. Kunstverein Bad Homburg[15]
- 2011: Die KUULlus® der Editha Pröbstle. Bundesgartenschau Koblenz[16][17]
- 2012: Goethehaus, Frankfurt am Main[18]
- 2013: Editha Pröbstle. Médiathèque Jean Jaurès, Ville de Nevers (Frankreich)[19]
- 2013: Editha Pröbstle: Weltenbummler. Städtische Galerie Haus Seel, Siegen[20]
- 2014: Landesgartenschau, Schwäbisch Gmünd[21]
- 2017: MuBa, Messe Basel[22]
- 2017: Landtag Baden-Württemberg Stuttgart[23][24][25]
- 2017: Weltenbummler. Kunstverein Güglingen, Rathaus, Güglingen[26]
- 2018: Editha Pröbstle. Gesellschaft für Kunst und Kultur, Sigmaringen[27]
- 2018/19: Holzschnitt Now! XYLON Deutschland und Schweiz mit Gästen, Kunstmuseum Reutlingen / Galerie, in Kooperation mit dem Kunstverein Reutlingen[28]
- 2019: Spiegelung der gefächerten Freude: Editha Pröbstle. Mainzer Volksbank[29]

## Publikationen
- Anna, Berta, Ceferine ... Das Frauenbild in unserer Gesellschaft. Holzschnitte, Klappraden, Gouachen. Martin-Verlag, Koblenz 1992.
- Editha Pröbstle, diverse Autoren, BibelFrauen, 22 Farbholzschnitte (Untertitel auf dem Innentitel), Erstausgabe 1995, ISBN 3-928213-04-0.
- zus. m. Eva Hauser: Handwerkskiste. Martin-Verlag, Koblenz 1997, ISBN 978-3-00-001123-8.
- Georg Gauggel: Enkelgedichte. Jan Thorbecke Verlag, Stuttgart 1998, ISBN 978-3-7995-1677-8.
- Auf Mörikes Spuren: Und wärs auch nur in Scheer. Gedichte und Briefe von Eduard Mörike und 12 Farbholzschnitte von Editha Pröbstle. 2. Aufl., Martin-Verlag, Koblenz 1999, ISBN 3-00-002786-6.
- Clemens Brentano: Das Märchen von Rosenblättchen. Martin-Verlag, Koblenz 2005, ISBN 978-3-00-015636-6.

## Weiterführende Literatur
- Lieselotte Sauer-Kaulbach: Voll Schwung und Phantasie. Besuch bei Editha Pröbstle-Bierschenk. In: Rhein-Zeitung, Ausgabe B, Nr. 49 vom 27./28. Februar 1993, S. 37.
- Wolfgang Kroener: R(h)ein geblickt: die neue Jahresgrafik … von Editha Pröbstle geschaffen … In: Rhein-Zeitung, Nr. 57 (2002), 266 vom 16./17. November – Ill. – (Journal).
- Lieselotte Sauer-Kaulbach: Editha Pröbstle. In: Kunst im Landkreis Sigmaringen. Begleitdokumentation zur 7. Kreiskunstausstellung. 16. Juli–22. Oktober 2023. Kreisgalerie Schloss Meßkirch, Meßkirch 2023, ISBN 978-3-931634-15-5, S. 76f.